# Gmina Liberty (hrabstwo Clarke)

Położenie Gminy Liberty w hrabstwie Clarke

Gmina Liberty (ang. Liberty Township) – gmina w USA, w stanie Iowa, w hrabstwie Clarke. Według danych z 2000 roku gmina miała 373 mieszkańców, a jej powierzchnia wynosi 94,77 km².